# H. C. Carter
H. C. Carter war ein australischer Hersteller von Automobilen.

## Geschichte
Clifton Carter, ein Cousin von Charles W. Nash, aus North Unley bei Adelaide begann 1916 mit der Produktion von Automobilen und Stationärmotoren. Der Markenname lautete Carter. 1920 stellte er zwei Fahrzeuge auf der ersten Adelaide Motor Show aus. 1922 endete die Produktion.

## Fahrzeuge
Das erste Fahrzeug von 1916 war ein Cyclecar. Ein Fahrgestell aus Holz bildete die Basis. Ein Motor mit 7 PS Leistung trieb über Riemen die Antriebsachse an.
Im gleichen Jahr wurde ein weiteres Fahrzeug mit 11 PS Motorleistung registriert.
1917 entstand ein ähnlich motorisierter Roadster für den Eigenbedarf.
1920 folgte ein Fahrzeug mit einem Motor, für den 8,7 PS angegeben sind, wobei es sich um Steuer-PS handeln wird.
1920 entstanden zwei Fahrzeuge für die Automobilausstellung von Adelaide. Sie hatten Vierzylinder-Monoblockmotoren mit OHV-Ventilsteuerung, 11,9 Steuer-PS und 1525 cm³ Hubraum. Die Vergaser kamen von Zephyr. Die Getriebe hatten drei Gänge. Im Radstand unterschieden sich die beiden Fahrzeuge. Das kürzere hatte 2616 mm Radstand und das längere 2768 mm.
Letztes Fahrzeug war 1922 ein Cyclecar mit einem Rohrrahmen, luftgekühlten OHV-Motor mit 8 PS Leistung und Riemenantrieb.